# Stroopwafel
Stroopwafel (phát âm tiếng Hà Lan: [ˈstroːpʋaːfəl] ⓘ; nghĩa đen "syrup waffle") là một bánh quế được làm từ hai lớp bột nướng nóng với siro giống như caramel ở chính giữa. Loại bánh này phổ biến ở Hà Lan, nơi chúng được sản xuất lần đầu tiên ở thành phố Gouda phía tây nước này.

## Thành phần và cách chế biến
Vỏ bánh là bột nhồi được làm từ bột mì, bơ, đường nâu, men, sữa, và trứng. Đầu tiên, ta nhào bột thành những quả bóng cỡ vừa và đặt vào vỉ sắt nóng, sau đó ép thành hình dẹp tròn đều nhau. Bánh waffle đã nưỡng chín mang cắt thành các lớp mỏng ngay khi vẫn còn ấm.
Nhân bánh được làm từ siro, đường nâu, bơ, và quế; trải đều phần nhân giữa hai mặt bánh rồi dán chúng lại với nhau để hoàn thiện sản phẩm.